# Ґінкоподібні
Ґінкоподі́бні, або Гінкгоподі́бні (Ginkgophyta) — відділ судинних голонасінних рослин, що представлена єдиним сучасним видом — ґінко дволопатеве. Проте група була значно поширеною в мезозої, починаючи з юрського періоду.

## Галерея

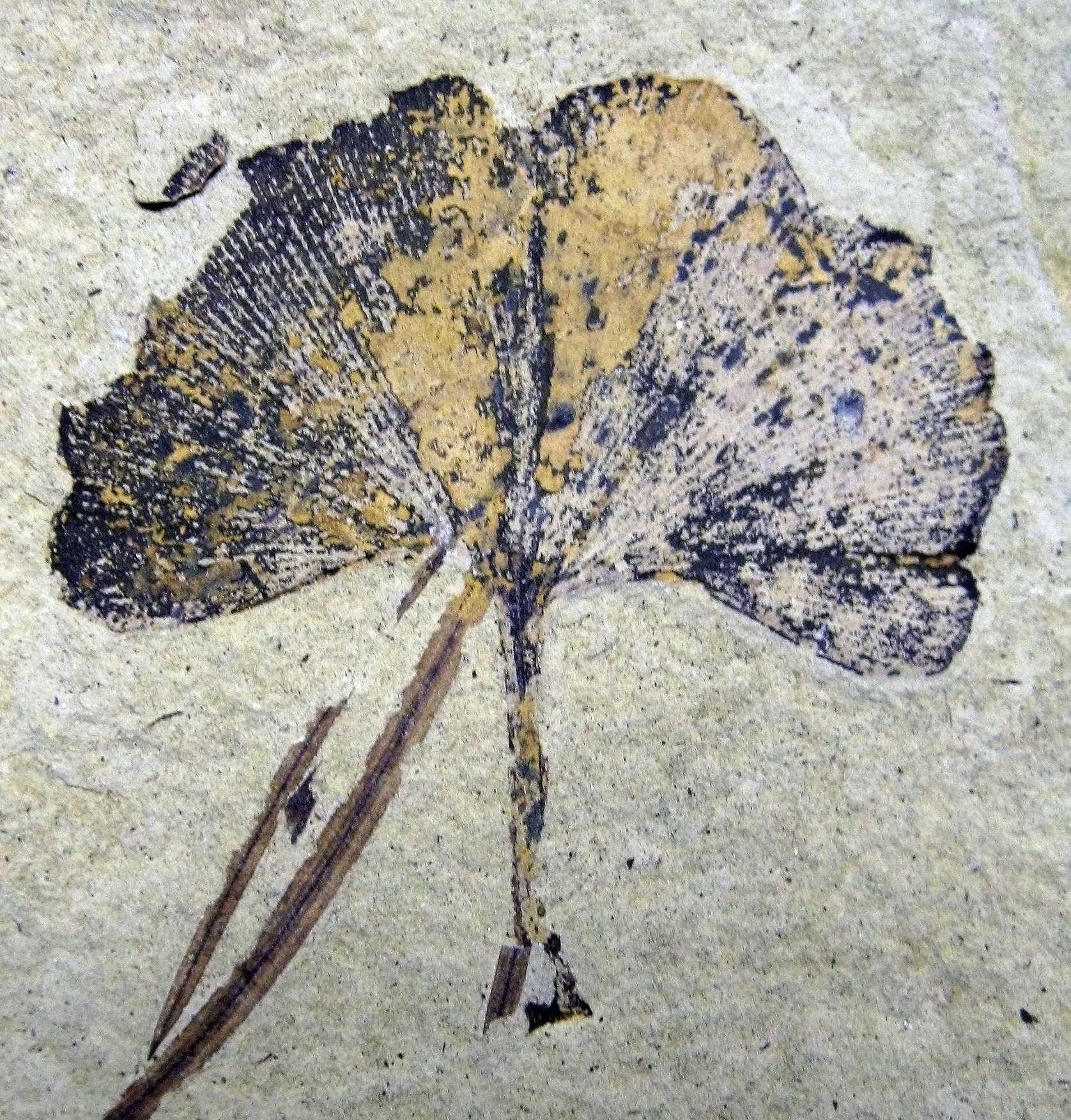
Відтиск листка гінкго з еоцену
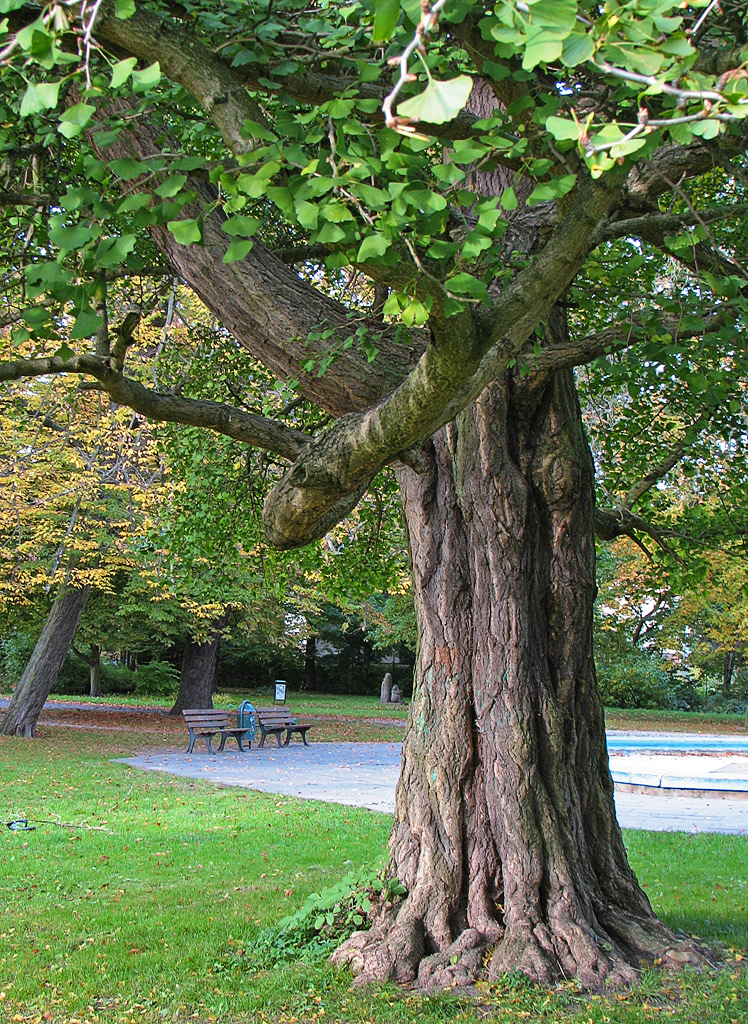
ґінко дволопатеве
Ginkgoites huttoni з середньої юри
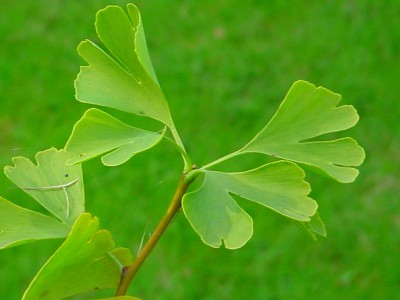
листок Ginkgo biloba
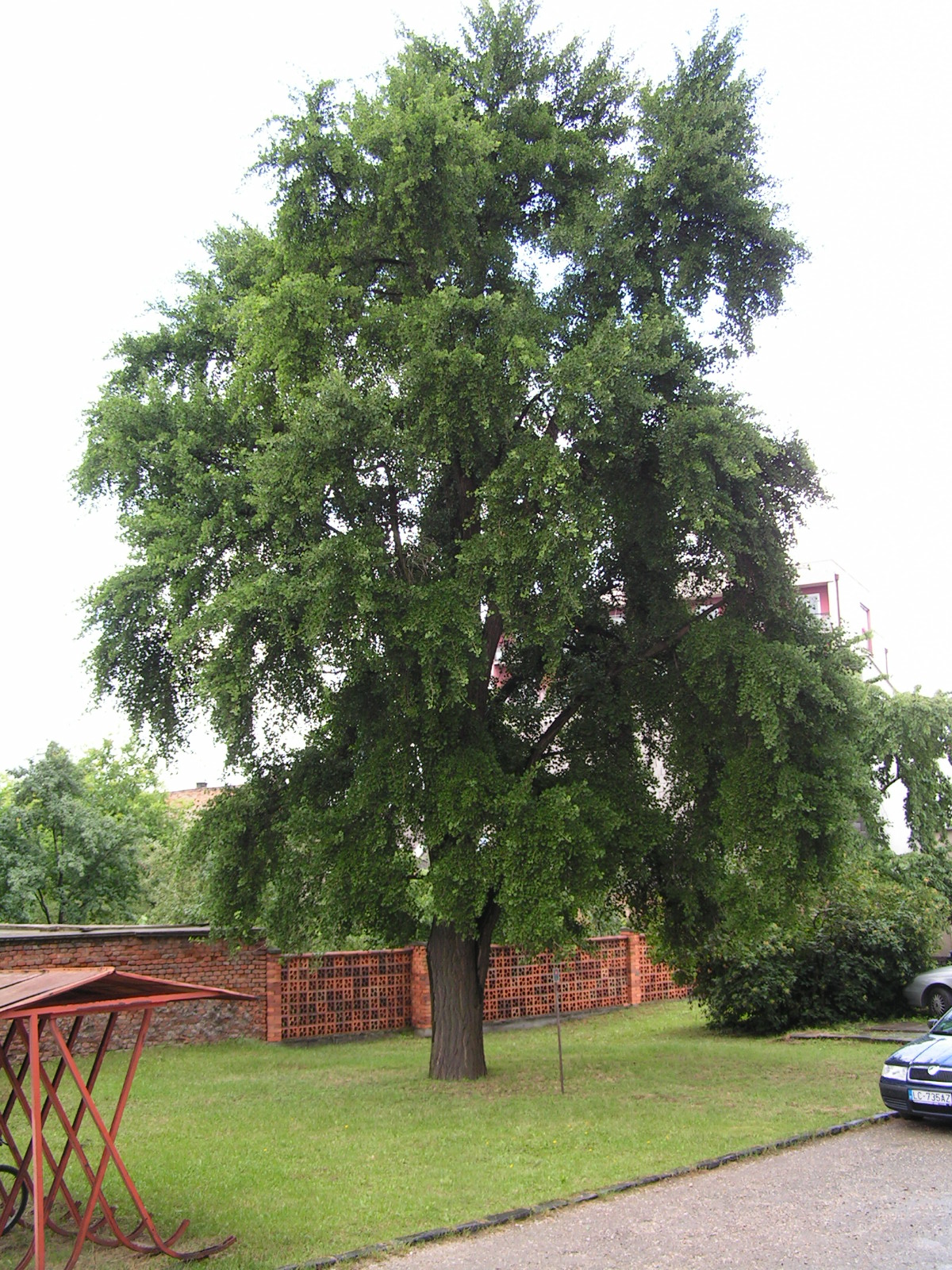
дерево ґінко